# Nanouk Leopold
Nanouk Leopold (Rotterdam, 25 juli 1968) is een Nederlandse filmregisseuse en scenarioschrijfster.
Leopold studeerde aan de Academie van Beeldende Kunsten in Rotterdam en de Filmacademie in Amsterdam en won in 1998 met haar afstudeerfilm Weekend de Tuschinski Film Award. Een jaar later volgde de korte televisiefilm Max Lupa.
In 2001 bracht zij haar eerste lange speelfilm uit, Îles flottantes, een van de vier films in het project No More Heroes van de VPRO. De film, met Maria Kraakman, Halina Reijn en Manja Topper als "meisjes van dertig", oogstte veel positieve kritieken. Zo werd hij geselecteerd voor de Tiger Competitie van het IFFR.
Nog meer geroemd werd opvolger Guernsey, die in 2005 op het Filmfestival van Cannes werd vertoond en daar werd vergeleken met films van de Italiaanse meester Michelangelo Antonioni. In Nederland werd de film bekroond met de Gouden Kalveren voor beste regie en beste hoofdrolspeelster (Maria Kraakman) alsook de prijs van de filmjournalisten. In haar dankwoord zei Leopold blij te zijn dat er weer eens een auteursfilm was bekroond.
In 2007 werd Wolfsbergen uitgebracht, welke werd geselecteerd voor het Forum van de Berlinale en TIFF. Vervolgens werd in 2010 Brownian Movement uitgebracht met in de hoofdrol Sandra Hüller. De film won een Gouden Kalf voor Beste Camera en Beste Mannelijke Bijrol (Kuno Bakker). In 2013 regisseerde Leopold Boven is het stil, gebaseerd op de gelijknamige roman van Gerbrand Bakker. 
Op 1 april 2016 werd zij benoemd tot lid van de Akademie van Kunsten en in 2017 maakte zij haar debuut als toneelregisseur bij Toneelgroep Amsterdam met het stuk 'Uit het leven van marionetten' van Ingmar Bergman. Leopolds zesde speelfilm, Cobain, had zijn wereldpremière op de Berlinale 2018 in de sectie Generation 14plus.  

## Filmografie
- 2001 – Îles flottantes
- 2005 – Guernsey
- 2007 – Wolfsbergen
- 2010 – Brownian Movement
- 2013 – Boven is het stil
- 2018 – Cobain